# Episodi di Vikings: Valhalla (prima stagione)
La prima stagione della serie televisiva Vikings: Valhalla, composta da otto episodi, è stata interamente pubblicata sul servizio di streaming on demand Netflix il 25 febbraio 2022 in tutti i paesi in cui è disponibile.
| nº | Titolo originale             | Titolo italiano            | Pubblicazione    |
| -- | ---------------------------- | -------------------------- | ---------------- |
| 1  | The Greenlanders             | I groenlandesi             | 25 febbraio 2022 |
| 2  | Viking                       | Vichingo                   | 25 febbraio 2022 |
| 3  | The Marshes                  | La palude                  | 25 febbraio 2022 |
| 4  | The Bridge                   | Il ponte                   | 25 febbraio 2022 |
| 5  | Miracle                      | Miracolo                   | 25 febbraio 2022 |
| 6  | The Last Daughter of Uppsala | L'ultima figlia di Uppsala | 25 febbraio 2022 |
| 7  | Choices                      | Scelte                     | 25 febbraio 2022 |
| 8  | The End of the Beginning     | La fine dell'inizio        | 25 febbraio 2022 |